# 马娅·彼得森-比里
马娅·彼得森-比里（德語：Maya Pedersen-Bieri，1972年11月27日—），瑞士女子钢架雪车运动员。她曾代表瑞士参加2002年、2006年和2010年冬季奥林匹克运动会钢架雪车比赛，获得一枚金牌。